# بخش فلاتروک (شهرستان هنری، اوهایو)
بخش فلاتروک (به انگلیسی: Flatrock Township) یک منطقهٔ مسکونی در ایالات متحده آمریکا است که در شهرستان هنری، اوهایو واقع شده‌است.
 بخش فلاتروک ۹۱٫۹ کیلومتر مربع مساحت و ۱٬۲۴۷ نفر جمعیت دارد و ۲۱۲ متر بالاتر از سطح دریا واقع شده‌است.